# Drôme (afluente del Aure)
El río Drôme es un río del departamento francés de Calvados. Nace en el bosque de Cerisy y desemboca en el río Aure cerca de Escurès.
Rodea Bayeux por su lado oeste, corriendo paralelo al Aure.
- Datos: Q1261688
- Multimedia: Drôme (Aure) / Q1261688